# Bataille de Signal Hill
Guerre de Sept Ans
Batailles
- Minorque (navale) (1756)
- Pirna (1756)
- Lobositz (1756)
- Reichenberg (1757)
- Prague (1757)
- Kolin (1757)
- Hastenbeck (1757)
- Gross-Jägersdorf (1757)
- Moys (1757)
- Rochefort (1757)
- Rossbach (1757)
- Breslau (1757)
- Leuthen (1757)
- Carthagène (navale) (1758)
- Olomouc (1758)
- Saint-Malo (1758)
- Rheinberg (1758)
- Krefeld (1758)
- Domstadl (1758)
- Cherbourg (1758)
- Zorndorf (1758)
- Saint-Cast (1758)
- Tornow (1758)
- Lutzelberg (1758)
- Hochkirch (1758)
- Bergen (1759)
- Kay (1759)
- Minden (1759)
- Kunersdorf (1759)
- Neuwarp (navale) (1759)
- Hoyerswerda (1759)
- Baie de Quiberon (navale) (1759)
- Maxen (1759)
- Meissen (1759)
- Glatz (1760)
- Landshut (1760)
- Corbach (1760)
- Emsdorf (1760)
- Dresde (1760)
- Warburg (1760)
- Liegnitz (1760)
- Rhadern (1760)
- Berlin (1760)
- Kloster Kampen (1760)
- Torgau (1760)
- Belle-Île (1761)
- Langensalza (1761)
- Cassel (1761)
- Grünberg (1761)
- Villinghausen (1761)
- Ölper (1761)
- Kolberg (1761)
- Wilhelmsthal (1762)
- Burkersdorf (1762)
- Lutterberg (1762)
- Reichenbach (1762)
- Almeida (1762)
- Valencia de Alcántara (1762)
- Nauheim (1762)
- Vila Velha de Ródão (1762)
- Cassel (1762)
- Freiberg (1762)

- Jumonville Glen (1754)
- Fort Necessity (1754)
- Fort Beauséjour (1755)
- 8 juin 1755
- Monongahela (1755)
- Petitcoudiac (1755)
- Lac George (1755)
- Fort Bull (1756)
- Fort Oswego (1756)
- Kittanning (1756)
- En raquettes (1757)
- Pointe du Jour du Sabbat (1757)
- Fort William Henry (1757)
- German Flatts (1757)
- Lac Saint-Sacrement (1758)
- Louisbourg (1758)
- Le Cran (1758)
- Fort Carillon (1758)
- Fort Frontenac (1758)
- Fort Duquesne (1758)
- Fort Ligonier (1758)
- Québec (1759)
- Fort Niagara (1759)
- Beauport (1759)
- Plaines d'Abraham (1759)
- Sainte-Foy (1760)
- Neuville (1760)
- Ristigouche (navale) (1760)
- Mille-Îles (1760)
- Signal Hill (1762)

- Cap-Français (1757)
- Martinique (1759)
- Guadeloupe (1759)
- Dominique (1761)
- Martinique (1762)
- Cuba (1762)

- Chandernagor (1757)
- Plassey (1757)
- Gondelour (1758)
- Négapatam (navale) (1758)
- Condore (1758)
- Madras (1758)
- Pondichéry (navale) (1759)
- Masulipatam (1759)
- Chinsurah (1758)
- Wandiwash (1760)
- Pondichéry (1760-1761)
- Manille (1762)

- Saint-Louis (1758)
- Gorée (1758)
- Gambie

La bataille de Signal Hill se déroula le 15 septembre 1762 à Signal Hill, colline surplombant Saint-Jean de Terre-Neuve. Elle constitue le dernier affrontement entre Français et Britanniques sur le théâtre nord américain de la guerre de Sept Ans.
Les Britanniques, sous les ordres du lieutenant-colonel William Amherst, forcèrent les Français à livrer Saint-Jean qu'ils avaient saisi en juin de la même année lors d'une attaque surprise.
Même si la bataille de Signal Hill reste modeste quant aux effectifs impliqués (500 soldats), elle décide toutefois de l'avenir de la présence française à Saint-Jean et en Terre-Neuve.

## Prélude: la prise de Saint-Jean
Les Français tiennent en effet Saint-Jean depuis le 27 juin 1762, à la suite de la capitulation britannique obtenue par le comte d'Haussonville. Les semaines suivantes permettent à ce colonel français, sous les ordres du chevalier de Ternay, de consolider sa position à Terre-Neuve. Le dispositif militaire consiste en une poignée de postes avancés munis d'artillerie sur le pourtour de la colline du Signal (Signal Hill aujourd'hui).
Mais le 13 septembre 1762, Ternay et Haussonville ne peuvent s'opposer au débarquement ennemi, à Torbay, quelques kilomètres plus au nord. Pour gêner l'avance des Britanniques, ils envoient un détachement garder le sommet dénudé de Signal Hill. Cette colline contrôle en effet tous les environs.

## La bataille
Le 15 septembre 1762, au lever du jour, les Britanniques gravissent la colline tenue par les Français. La surprise est totale, l'engagement est bref mais meurtrier. Le commandant du détachement français, Guillaume Léonard de Bellecombe, est grièvement blessé. Du côté britannique, le commandant MacDonell a sa jambe fracassée par une balle. Les Français se replient sur le fort.

## Conséquence
À l'issue de la bataille, les Britanniques tiennent Signal Hill entre leurs mains. Forts de cette situation avantageuse, ils soumettront la garnison de Saint-Jean trois jours plus tard.

## Source et bibliographie
- André de Visme, Terre-Neuve 1762 : dernier combat aux portes de la Nouvelle-France, Montréal, 2005, 252 p. (ISBN 2-9808847-0-7, présentation en ligne).
- Laurent Veyssière (dir.) et Bertrand Fonck (dir.), La guerre de Sept Ans en Nouvelle-France, Québec, Septentrion (Canada) et PUPS (France), 2012, 360 p. (ISBN 978-2-89448-703-7)
- Laurent Veyssière (dir.) et Bertrand Fonck (dir.), La chute de la Nouvelle-France, Québec, Septentrion (Canada), 2015, 587 p. (ISBN 978-2-89448-828-7)
- (en) Fred Anderson (en), Crucible of War : The Seven Years' War and the Fate of Empire in British North America, 1754-1766, New York, Knopf, 2000, 862 p. (ISBN 978-0-375-40642-3, OCLC 40830180, lire en ligne).

## Articles connexes

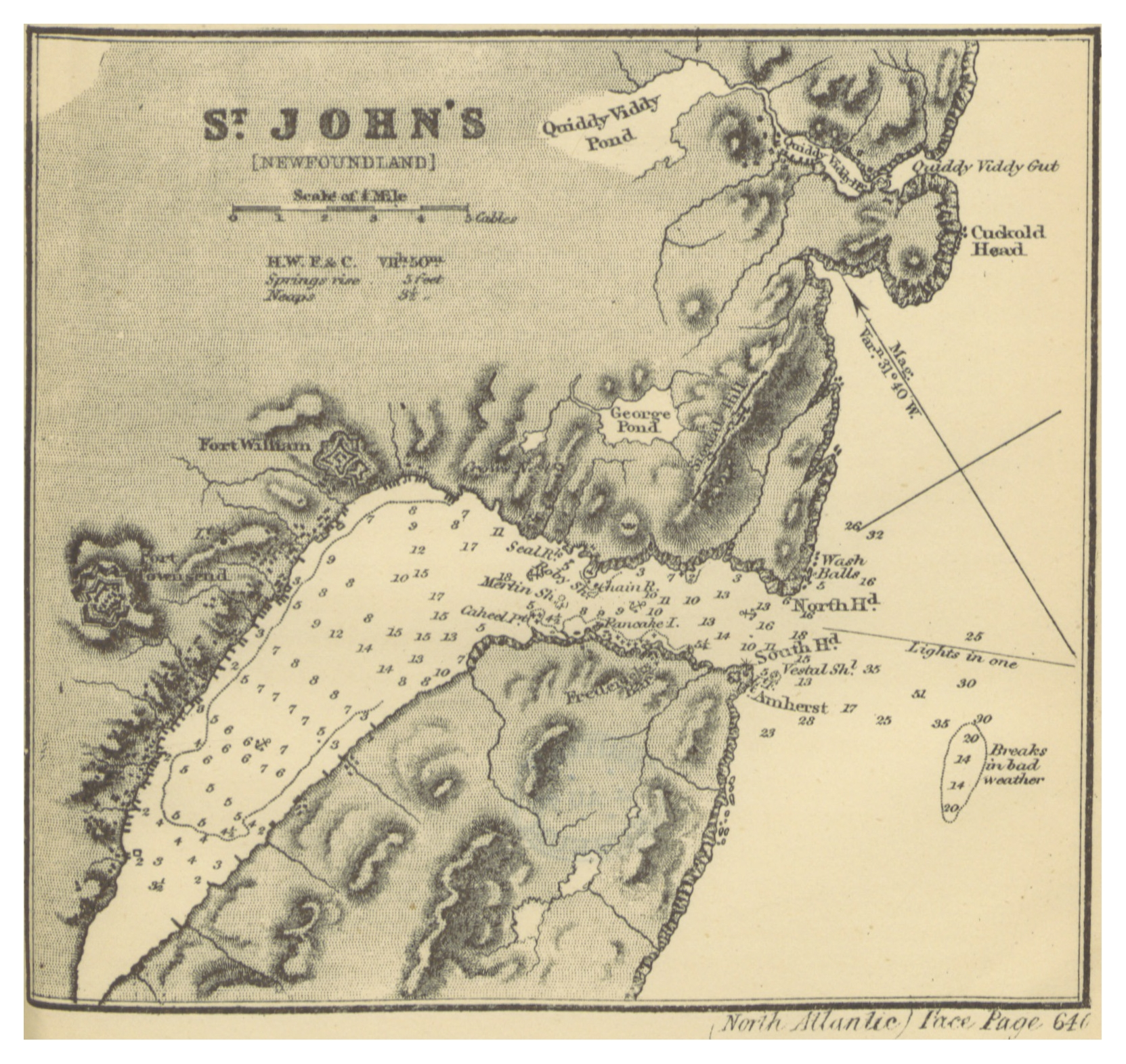
Saint-Jean.

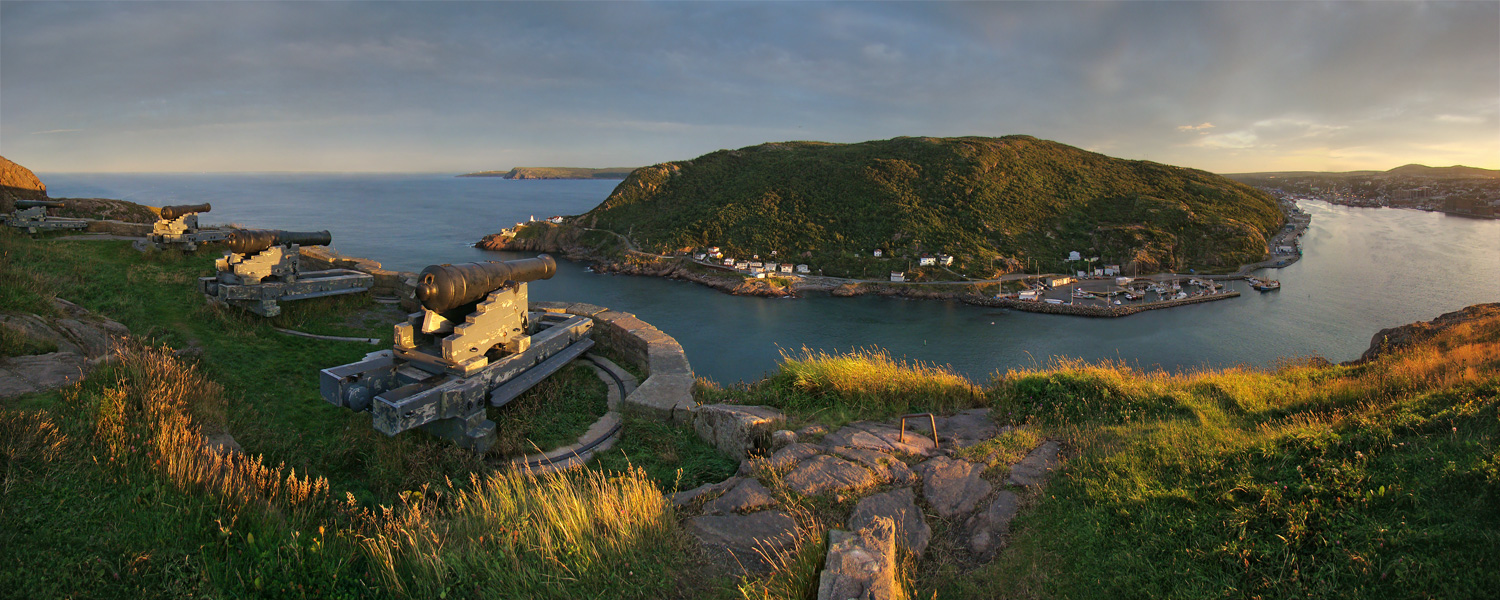
La batterie de la Reine sur Signal Hill.